# Gotzendorf (Lichtenau)
Gotzendorf (fränkisch: Gotsndorf) ist ein Gemeindeteil des Marktes Lichtenau im Landkreis Ansbach (Mittelfranken, Bayern). Gotzendorf liegt in der Gemarkung Wattenbach.

## Geografie
Das Dorf liegt am Zandtbach. 0,75 km südlich liegt die Flur Dorngarten. Eine Gemeindeverbindungsstraße führt zur Kreisstraße AN 14 (0,5 km nordwestlich), die nach Unterrottmannsdorf (1,6 km westlich) bzw. nach Wattenbach (1,4 km nordöstlich) verläuft. Eine weitere Gemeindeverbindungsstraße führt nach Bammersdorf (1,6 km südwestlich) bzw. nach Wöltendorf zur AN 12 (1,4 km östlich).

## Geschichte
Der Ort wurde 1291 als „Göstendorf“ erstmals urkundlich erwähnt. Das Bestimmungswort des Ortsnamens ist der Personenname Gosto. Eine Person dieses Namens ist als Gründer des Ortes anzunehmen. 1352 erhielt das Kloster Heilsbronn Güter von Ludwig von Eyb als Geschenk.
Im Salbuch des nürnbergischen Pflegamtes Lichtenau von 1515 wurden für Gotzendorf mit Mühle 9 Untertansfamilien angegeben, die alle das Stadtvogteiamt Eschenbach des Deutschen Ordens als Grundherrn hatten.
Im 16-Punkte-Bericht des heilsbronnischen Vogtamts Merkendorf aus dem Jahr 1616 wurde für Gotzendorf 1 Gut angegeben, das dem Verwalteramt Merkendorf unterstand. Die anderen Grundherrn wurden nicht aufgelistet.
In der Amtsbeschreibung des Pflegamtes Lichtenau aus dem Jahr 1748 gehörte der Ort zur Hauptmannschaft Immeldorf. Gotzendorf mit Gotzen- und Erlenmühle bildete eine Realgemeinde mit 12 Untertansfamilien, die alle fremdherrisch waren.
Gegen Ende des 18. Jahrhunderts bildete Gotzendorf mit der Gotzen- und Erlenmühle eine Realgemeinde bestehend aus 14 Anwesen und einem Gemeindehirtenhaus. Das Hochgericht übte das Pflegamt Lichtenau aus, die Dorf- und Gemeindeherrschaft hatte das Stadtvogteiamt Eschenbach inne. Grundherren waren das Fürstentum Ansbach (Verwalteramt Merkendorf: 1 Dreiviertelhof, 1 Viertelhof; Hofkastenamt Ansbach: 3 Halbhöfe) und der Deutsche Orden (Stadtvogteiamt Eschenbach: 3 Höfe, 2 Halbhöfe, 1 Gut, 2 Mühlen; Amt Nürnberg: 1 Gut).
Im Rahmen des Gemeindeedikts wurde Gotzendorf dem 1808 gebildeten Steuerdistrikt Sauernheim und der 1810 gegründeten Ruralgemeinde Sauernheim zugeordnet. Mit dem Zweiten Gemeindeedikt (1818) wurde Gotzendorf in die neu gebildete Ruralgemeinde Wattenbach umgemeindet. Diese wurde am 1. Januar 1972 im Zuge der Gebietsreform in Bayern in die Gemeinde Lichtenau eingegliedert.

### Baudenkmal
- Fraischstein der ehemaligen nürnbergischen Pflegschaft Lichtenau im Neubruch am Weg nach Bammersdorf, wohl aus dem frühen 18. Jahrhundert, hoher Sandstein mit satteldachartigem Abschluss und verwittertem Nürnberger Wappenrelief.[14]

### Einwohnerentwicklung
| Jahr      | 001818 | 001840 | 001861 | 001871 | 001885 | 001900 | 001925 | 001950 | 001961 | 001970 | 001987 |
| Einwohner | 70     | 81     | 95 *   | 83     | 80     | 79     | 74     | 87     | 56     | 66     | 67     |
| Häuser    | 10     | 14     |        |        | 14     | 14     | 13     | 12     | 12     |        | 13     |
| Quelle    | [ 16 ] | [ 17 ] | [ 18 ] | [ 19 ] | [ 20 ] | [ 21 ] | [ 22 ] | [ 23 ] | [ 24 ] | [ 25 ] | [ 1 ]  |

## Religion
Der Ort ist seit der Reformation evangelisch-lutherisch geprägt und nach St. Georg (Immeldorf) gepfarrt. Die Einwohner römisch-katholischer Konfession sind nach St. Johannes (Lichtenau) gepfarrt.